# Capi Corrales Rodrigáñez
Carmen (Capi) Corrales Rodrigáñez (Madrid, 1956) es una matemática española dedicada a la investigación y la docencia.

## Trayectoria
Estudió Matemáticas en la Universidad Complutense de Madrid, donde se licenció en el año 1978. Continuó sus estudios de doctorado, acabando su doctorado en el año 1986, titulando su tesis: "Nevanlinna Theory on the P-adic plane".
Capi Corrales se ha dedicado a investigar fundamentalmente los siguientes campos:
- Teoría algebraica de los números; aritmética de los cuaterniones, métodos explícitos en aritmética.
- Relaciones entre matemáticas y otras disciplinas abstractas de nuestra cultura.
- Divulgación de matemáticas contemporáneas.
- Enseñanza de las matemáticas en Primaria, Secundaria y Universidad.

## Publicaciones
A lo largo de su carrera Capi Corrales ha realizado un gran número de publicaciones, desde artículos en revistas especializadas (De la caja a la red en matemáticas y música. El Rapto de Europa: crítica de la cultura, ISSN 1695-5161, N.º. 20, 2012, pág. 14; Mapas de Madrid de los pies a la cabeza. Revista de didáctica de las matemáticas, ISSN 1133-9853, N.º. 56, 2011 (Ejemplar dedicado a: Ciudad y Matemáticas), págs. 21-27; Máquinas y maquinaciones. Revista sobre Enseñanza y Aprendizaje de las Matemáticas, ISSN 1130-488X, N.º 54, 2007, págs. 85-94), como colaboraciones en obras colectivas (Algunas exploraciones matemáticas del mundo. A mathematical tribute to Professor José María Montesinos Amilibia / coord. por Marco Castrillón López, Elena Martín Peinador, José Manuel Rodríguez Sanjurjo, Jesús María Ruiz Sancho Árbol académico, 2016, ISBN 978-84-608-1684-3, págs. 243-257; Matemáticas y matemáticas: vida y obra de Emmy Noether. Matemáticas y matemáticos / coord. por José Ferreirós Domínguez, Antonio José Durán Guardeño, 2003, ISBN 84-472-0810-9, págs. 185-210; Mujer y Matemáticas: Ya estoy dentro, y ahora ¿qué? El acceso de las mujeres a la ciencia y la tecnología: [ciclo organizado por el Fórum de Política Feminista], 1988, ISBN 84-451-1574-X, págs. 15-34), como libros propios: Contando el espacio: de la caja a la red en matemáticas y pintura. Madrid: Despacio, 2000. ISBN 84-607-1524-8.

## Reconocimientos y premios
La labor de Capi Corrales ha sido reconocida desde sus inicios, siendo poseedora de diversos galardones entre los que podemos destacar:
- Premio Consejo Social al Docente Complutense 2000, por el ensayo “Un paseo por el siglo XX de la mano de Fermat y Picasso”
- Premio Nacional de Divulgación Científica Laura Iglesias 2007 (en su primera convocatoria)[3]
- Premio 2008 “Escritos sobre Arte” de la Fundación Arte y Derecho, por el ensayo “Cuaderno de un viaje: exploraciones del espacio 1945-2008”